# میکلوبوتانیل
میکلوبوتانیل (به انگلیسی: Myclobutanil) یک ترکیب شیمیایی با شناسه پاب‌کم ۶۳۳۶ است. شکل ظاهری این ترکیب، بلورهای شفاف زرد کمرنگ است.